# 2018-as Supersport-világbajnokság
A 2018-as Supersport világbajnokság volt a sorozat huszadik idénye. Az idény február 25-én kezdődött a Phillip Island Grand Prix Circuit versenypályán és a Losail International Circuit helyszínén ért véget október 27-én. A bajnoki címet Sandro Cortese nyerte meg.

## Nevezési lista
| 2018-as nevezési lista                                   | 2018-as nevezési lista | 2018-as nevezési lista | 2018-as nevezési lista | 2018-as nevezési lista | 2018-as nevezési lista |
| Csapat                                                   | Konstruktőr            | Motor                  | #                      | Versenyző              | Fordulók               |
| -------------------------------------------------------- | ---------------------- | ---------------------- | ---------------------- | ---------------------- | ---------------------- |
| MV Agusta Reparto Corse by Vamag                         | MV Agusta              | MV Agusta F3 675       | 3                      | Raffaele De Rosa       | összes                 |
| MV Agusta Reparto Corse by Vamag                         | MV Agusta              | MV Agusta F3 675       | 86                     | Ayrton Badovini        | összes                 |
| Profile Racing                                           | Triumph                | Triumph Daytona 675    | 4                      | Jack Kennedy           | 2                      |
| Profile Racing                                           | Triumph                | Triumph Daytona 675    | 35                     | Stefan Hill            | 1, 3–8                 |
| Profile Racing                                           | Triumph                | Triumph Daytona 675    | 49                     | Samuel Hornsey         | 9–12                   |
| Profile Racing                                           | Triumph                | Triumph Daytona 675    | 81                     | Luke Stapleford        | 1–5                    |
| Profile Racing                                           | Yamaha                 | Yamaha YZF-R6          | 81                     | Luke Stapleford        | 6–12                   |
| Yamaha Thailand Racing Team                              | Yamaha                 | Yamaha YZF-R6          | 5                      | Ratthapong Wilairot    | 2                      |
| Yamaha Thailand Racing Team                              | Yamaha                 | Yamaha YZF-R6          | 24                     | Decha Kraisart         | 2                      |
| GMT94 Yamaha                                             | Yamaha                 | Yamaha YZF-R6          | 6                      | Corentin Perolari      | 3, 6, 8–12             |
| GMT94 Yamaha                                             | Yamaha                 | Yamaha YZF-R6          | 94                     | Mike di Meglio         | 1–2                    |
| Cube Racing                                              | Kawasaki               | Kawasaki ZX-6R         | 7                      | Tom Toparis            | 1                      |
| Orelac Racing VerdNatura                                 | Kawasaki               | Kawasaki ZX-6R         | 10                     | Nacho Calero           | összes                 |
| Kallio Racing                                            | Yamaha                 | Yamaha YZF-R6          | 11                     | Sandro Cortese         | összes                 |
| Kallio Racing                                            | Yamaha                 | Yamaha YZF-R6          | 84                     | Loris Cresson          | összes                 |
| Gemar Team Lorini                                        | Honda                  | Honda CBR600RR         | 12                     | Alex Murley            | 9–12                   |
| Gemar Team Lorini                                        | Honda                  | Honda CBR600RR         | 19                     | Alex Baldolini         | 7–8                    |
| Gemar Team Lorini                                        | Honda                  | Honda CBR600RR         | 74                     | Jaimie van Sikkelerus  | All                    |
| Gemar Team Lorini                                        | Honda                  | Honda CBR600RR         | 111                    | Kyle Smith             | 1–6                    |
| EAB antwest Racing                                       | Kawasaki               | Kawasaki ZX-6R         | 13                     | Anthony West           | 1–8                    |
| EAB antwest Racing                                       | Kawasaki               | Kawasaki ZX-6R         | 33                     | Kevin van Leuven       | 10                     |
| EAB antwest Racing                                       | Kawasaki               | Kawasaki ZX-6R         | 51                     | Glenn van Straalen     | 11–12                  |
| Czech Road Racing Team Chalupari                         | Yamaha                 | Yamaha YZF-R6          | 14                     | Michal Chalupa         | 7                      |
| NRT                                                      | Yamaha                 | Yamaha YZF-R6          | 16                     | Jules Cluzel           | összes                 |
| NRT                                                      | Yamaha                 | Yamaha YZF-R6          | 36                     | Thomas Gradinger       | összes                 |
| Bardahl Evan Bros. WorldSSP Team                         | Yamaha                 | Yamaha YZF-R6          | 21                     | Randy Krummenacher     | összes                 |
| Freudenberg World SSP Team                               | Yamaha                 | Yamaha YZF-R6          | 23                     | Max Enderlein          | 7                      |
| Kawasaki Puccetti Racing                                 | Kawasaki               | Kawasaki ZX-6R         | 25                     | Azlan Shah Kamaruzaman | 2                      |
| Kawasaki Puccetti Racing                                 | Kawasaki               | Kawasaki ZX-6R         | 32                     | Sheridan Morais        | 3–4, 6–8               |
| Kawasaki Puccetti Racing                                 | Kawasaki               | Kawasaki ZX-6R         | 50                     | Nagao Kengo            | 9                      |
| Kawasaki Puccetti Racing                                 | Kawasaki               | Kawasaki ZX-6R         | 54                     | Kenan Sofuoğlu         | 1, 5                   |
| Kawasaki Puccetti Racing                                 | Kawasaki               | Kawasaki ZX-6R         | 78                     | Okubo Hikari           | összes                 |
| Kawasaki Puccetti Racing                                 | Kawasaki               | Kawasaki ZX-6R         | 98                     | Héctor Barberá         | 9–12                   |
| Team GoEleven Kawasaki                                   | Kawasaki               | Kawasaki ZX-6R         | 29                     | Ted Collins            | 2                      |
| Team GoEleven Kawasaki                                   | Kawasaki               | Kawasaki ZX-6R         | 34                     | Ezequiel Iturrioz      | 5–12                   |
| Team GoEleven Kawasaki                                   | Kawasaki               | Kawasaki ZX-6R         | 44                     | Luigi Morciano         | 7                      |
| Team GoEleven Kawasaki                                   | Kawasaki               | Kawasaki ZX-6R         | 65                     | Michael Canducci       | 1, 3–6                 |
| Team GoEleven Kawasaki                                   | Kawasaki               | Kawasaki ZX-6R         | 83                     | Lachlan Epis           | 1–4                    |
| Team GoEleven Kawasaki                                   | Kawasaki               | Kawasaki ZX-6R         | 88                     | Christian Stange       | 8–12                   |
| Racedays                                                 | Honda                  | Honda CBR600RR         | 38                     | Hannes Soomer          | összes                 |
| Emperador Racing Team                                    | Yamaha                 | Yamaha YZF-R6          | 39                     | Borja Quero            | 9                      |
| Team Rosso Corsa                                         | Yamaha                 | Yamaha YZF-R6          | 42                     | Marco Bussolotti       | 8                      |
| Pleo Racing Team                                         | Kawasaki               | Kawasaki ZX-6R         | 43                     | Stefano Valtulini      | 8                      |
| VEPP Racing                                              | Honda                  | Honda CBR600RR         | 48                     | Molnár Gergő           | 7                      |
| Team Greenspeed                                          | Kawasaki               | Kawasaki ZX-6R         | 52                     | Marco Malone           | 5                      |
| Renzi Corse                                              | Kawasaki               | Kawasaki ZX-6R         | 53                     | Nicola Jr. Morrentino  | 5                      |
| G.A.S. Racing Team                                       | Yamaha                 | Yamaha YZF-R6          | 55                     | Massimo Roccoli        | 5                      |
| G.A.S. Racing Team                                       | Yamaha                 | Yamaha YZF-R6          | 60                     | Lorenzo Gabellini      | 5, 8                   |
| CIA Landlord Insurance Honda                             | Honda                  | Honda CBR600RR         | 56                     | Sebestyén Péter        | 8–12                   |
| CIA Landlord Insurance Honda                             | Honda                  | Honda CBR600RR         | 61                     | Ryan Vickers           | 6                      |
| CIA Landlord Insurance Honda                             | Honda                  | Honda CBR600RR         | 66                     | Niki Tuuli             | 1–5                    |
| CIA Landlord Insurance Honda                             | Honda                  | Honda CBR600RR         | 96                     | Andrew Irwin           | 2–7                    |
| CIA Landlord Insurance Honda                             | Honda                  | Honda CBR600RR         | 111                    | Kyle Smith             | 7–12                   |
| Benro Racing                                             | Yamaha                 | Yamaha YZF-R6          | 62                     | Vasco van der Valk     | 4                      |
| Extreme Racing Bardahl                                   | MV Agusta              | MV Agusta F3 675       | 63                     | Davide Stirpe          | 5, 8                   |
| GRT Yamaha Official WorldSSP Team                        | Yamaha                 | Yamaha YZF-R6          | 64                     | Federico Caricasulo    | összes                 |
| GRT Yamaha Official WorldSSP Team                        | Yamaha                 | Yamaha YZF-R6          | 144                    | Lucas Mahias           | összes                 |
| Floramo Monaco Racing Team                               | Honda                  | Honda CBR600RR         | 65                     | Michael Canducci       | 7                      |
| Team Rosso e Nero                                        | Yamaha                 | Yamaha YZF-R6          | 65                     | Michael Canducci       | 8                      |
| Flembbo Leader Team                                      | Kawasaki               | Kawasaki ZX-6R         | 67                     | Gaëtan Matern          | 10                     |
| Motor Village 69 Racing                                  | Honda                  | Honda CBR600RR         | 69                     | Pierre Coppa           | 7                      |
| H43 Team Nobby Denson                                    | Kawasaki               | Kawasaki ZX-6R         | 70                     | Miquel Pons            | 9                      |
| The BlackSheep Team                                      | Yamaha                 | Yamaha YZF-R6          | 71                     | Marco Muzio            | 10                     |
| ENI_Motor7_Pequeno Motos                                 | Yamaha                 | Yamaha YZF-R6          | 75                     | Ivo Lopes              | 9                      |
| MAXIGP108                                                | Yamaha                 | Yamaha YZF-R6          | 80                     | Maximilien Bau         | 10                     |
| Paukku Racing                                            | Triumph                | Triumph Daytona 675    | 82                     | Pauli Pekkanen         | 10                     |
| Scuderia Improve – Firenze Motor                         | Honda                  | Honda CBR600RR         | 93                     | Roberto Mercandelli    | 8                      |
| Core Kawasaki Thailand Racing Team                       | Kawasaki               | Kawasaki ZX-6R         | 99                     | Thitipong Warokorn     | 2                      |
| FIM Supersport Európa-kupa indulók                       |                        |                        |                        |                        |                        |
| GRT Yamaha Official WorldSSP Junior Team                 | Yamaha                 | Yamaha YZF-R6          | 15                     | Alfonso Coppola        | 3–10                   |
| Sterkman Motorsport by HRP                               | Suzuki                 | Suzuki GSX-R600        | 22                     | Eemeli Lahti           | 3–8                    |
| Team Hartog – Against Cancer                             | Kawasaki               | Kawasaki ZX-6R         | 47                     | Rob Hartog             | 3–10                   |
| SSP Hungary Racing Nordfilm Packaging SSP Hungary Racing | Kawasaki               | Kawasaki ZX-6R         | 56                     | Sebestyén Péter        | 3–5                    |
| SSP Hungary Racing Nordfilm Packaging SSP Hungary Racing | Kawasaki               | Kawasaki ZX-6R         | 97                     | Bódis Richárd          | 8                      |
| Chromeburner Wayne's Racingteam MtM                      | Kawasaki               | Kawasaki ZX-6R         | 77                     | Wayne Tessels          | 3–10                   |

| Jelmagyarázat           | Jelmagyarázat |
| ----------------------- | ------------- |
| Hivatalos versenyző     |               |
| Szabadkártyás versenyző |               |
| Helyettes versenyző     |               |

## Versenynaptár
| Verseny | Pálya                                                   | Pályarajz | Dátum          |
| ------- | ------------------------------------------------------- | --------- | -------------- |
| 1       | Phillip Island Grand Prix Circuit, Ventnor              |           | február 25.    |
| 2       | Chang International Circuit, Buriram                    |           | március 25.    |
| 3       | Motorland Aragón, Alcañiz                               |           | április 15.    |
| 4       | TT Circuit Assen, Assen                                 |           | április 22.    |
| 5       | Autodromo Enzo e Dino Ferrari, Imola                    |           | május 13.      |
| 6       | Donington Park, Leicestershire                          |           | május 27.      |
| 7       | Brno Circuit, Brno                                      |           | június 10.     |
| 8       | Misano World Circuit Marco Simoncelli, Misano Adriatico |           | július 8.      |
| 9       | Algarve International Circuit, Portimão                 |           | szeptember 16. |
| 10      | Circuit de Nevers Magny-Cours, Magny-Cours              |           | szeptember 30. |
| 11      | Circuito San Juan Villicum, Albardón                    |           | október 14.    |
| 12      | Losail International Circuit, Loszaíl                   |           | október 27.    |

## Eredmények

### Összefoglaló
| Forduló | Pálya                                 | Pole-pozíció        | Leggyorsabb kör    | Győztes             | Győztes                           | Győztes | Listavezető        | Előny |
| Forduló | Pálya                                 | Pole-pozíció        | Leggyorsabb kör    | versenyző           | csapat                            | gyártó  | Listavezető        | Előny |
| ------- | ------------------------------------- | ------------------- | ------------------ | ------------------- | --------------------------------- | ------- | ------------------ | ----- |
| 1       | Phillip Island Grand Prix Circuit     | Lucas Mahias        | Sandro Cortese     | Lucas Mahias        | GRT Yamaha Official WorldSSP Team | Yamaha  | Lucas Mahias       | 5     |
| 2       | Chang International Circuit           | Lucas Mahias        | Randy Krummenacher | Randy Krummenacher  | Bardahl Evan Bros. WorldSSP Team  | Yamaha  | Lucas Mahias       | 0     |
| 3       | Motorland Aragón                      | Sandro Cortese      | Sandro Cortese     | Sandro Cortese      | Kallio Racing                     | Yamaha  | Lucas Mahias       | 4     |
| 4       | TT Circuit Assen                      | Sandro Cortese      | Randy Krummenacher | Jules Cluzel        | NRT                               | Yamaha  | Lucas Mahias       | 1     |
| 5       | Autodromo Enzo e Dino Ferrari         | Lucas Mahias        | Lucas Mahias       | Jules Cluzel        | NRT                               | Yamaha  | Randy Krummenacher | 2     |
| 6       | Donington Park                        | Jules Cluzel        | Sandro Cortese     | Sandro Cortese      | Kallio Racing                     | Yamaha  | Sandro Cortese     | 7     |
| 7       | Brno Circuit                          | Sandro Cortese      | Lucas Mahias       | Jules Cluzel        | NRT                               | Yamaha  | Sandro Cortese     | 2     |
| 8       | Misano World Circuit Marco Simoncelli | Federico Caricasulo | Sandro Cortese     | Federico Caricasulo | GRT Yamaha Official WorldSSP Team | Yamaha  | Sandro Cortese     | 5     |
| 9       | Autódromo Internacional do Algarve    | Lucas Mahias        | Lucas Mahias       | Lucas Mahias        | GRT Yamaha Official WorldSSP Team | Yamaha  | Sandro Cortese     | 16    |
| 10      | Circuit de Nevers Magny-Cours         | Federico Caricasulo | Sandro Cortese     | Jules Cluzel        | NRT                               | Yamaha  | Sandro Cortese     | 11    |
| 11      | Circuito San Juan Villicum            | Lucas Mahias        | Sandro Cortese     | Jules Cluzel        | NRT                               | Yamaha  | Sandro Cortese     | 6     |
| 12      | Losail International Circuit          | Lucas Mahias        | Sandro Cortese     | Lucas Mahias        | GRT Yamaha Official WorldSSP Team | Yamaha  | Sandro Cortese     | 23    |

### Pontrendszer
Pontot az első tizenöt helyen célba érő versenyző kap az alábbi sorrendben:
| Helyezés | 1. | 2. | 3. | 4. | 5. | 6. | 7. | 8. | 9. | 10. | 11. | 12. | 13. | 14. | 15. |
| -------- | -- | -- | -- | -- | -- | -- | -- | -- | -- | --- | --- | --- | --- | --- | --- |
| Pont     | 25 | 20 | 16 | 13 | 11 | 10 | 9  | 8  | 7  | 6   | 5   | 4   | 3   | 2   | 1   |

(Félkövér: pole-pozíció, dőlt: leggyorsabb kör, a színkódokról részletes információ itt található)

### Versenyzők
| Helyezés | Versenyző              | Motor     | PHI | CHA | ARA | ASS | IMO | DON | BRN | MIS | POR | MAG | VIL | LOS | Pont |
| -------- | ---------------------- | --------- | --- | --- | --- | --- | --- | --- | --- | --- | --- | --- | --- | --- | ---- |
| 1.       | Sandro Cortese         | Yamaha    | 3   | 4   | 1   | 6   | 4   | 1   | 2   | 3   | 6   | 2   | 2   | 2   | 208  |
| 2.       | Lucas Mahias           | Yamaha    | 1   | 2   | 4   | 4   | 8   | 5   | 4   | Ki  | 1   | 3   | 3   | 1   | 185  |
| 3.       | Jules Cluzel           | Yamaha    | 7   | Ki  | 3   | 1   | 1   | 2   | 1   | 4   | Ki  | 1   | 1   | Ki  | 183  |
| 4.       | Randy Krummenacher     | Yamaha    | 2   | 1   | 11  | 2   | 5   | 4   | 5   | 5   | 5   | 5   | 6   | 5   | 159  |
| 5.       | Federico Caricasulo    | Yamaha    | 4   | 3   | 2   | Ki  | 2   | 6   | Ki  | 1   | 2   | 13  | Ki  | 3   | 143  |
| 6.       | Raffaele De Rosa       | MV Agusta | 6   | 7   | Ki  | 3   | 3   | 3   | 3   | 2   | 4   | 7   | Ki  | 8   | 133  |
| 7.       | Thomas Gradinger       | Yamaha    | 10  | 11  | 23  | 9   | 12  | 8   | 6   | Ki  | 9   | 4   | 4   | 4   | 86   |
| 8.       | Kyle Smith             | Honda     | 8   | Ki  | 5   | Ki  | 24  | 13  | 8   | 7   | 3   | 8   | 7   | Ki  | 72   |
| 9.       | Luke Stapleford        | Triumph   | 5   | 10  | 6   | 5   | 9   |     |     |     |     |     |     |     | 56   |
| 9.       | Luke Stapleford        | Yamaha    |     |     |     |     |     | 16  | 18  | 14  | 12  | 15  | 12  | Ki  | 56   |
| 10.      | Anthony West           | Kawasaki  | Ki  | 6   | 9   | Ni  | 6   | 11  | 7   | 6   |     |     |     |     | 51   |
| 11.      | Ayrton Badovini        | MV Agusta | 9   | 15  | Ki  | 12  | Ki  | 7   | Ki  | 10  | 8   | 12  | 11  | 11  | 49   |
| 12.      | Loris Cresson          | Yamaha    | 12  | 13  | 12  | 10  | 13  | 12  | 10  | Ki  | Ni  | 18  | 10  | 12  | 40   |
| 13.      | Okubo Hikari           | Kawasaki  | 14  | 19  | Ki  | Ki  | 10  | Ki  | 13  | 9   | 10  | 9   | 8   | Ki  | 39   |
| 14.      | Niki Tuuli             | Honda     | 11  | 9   | 8   | 7   | 7   |     |     |     |     |     |     |     | 38   |
| 15.      | Corentin Perolari      | Yamaha    |     |     | 16  |     |     | 15  |     | 12  | Ki  | 6   | 5   | 6   | 36   |
| 16.      | Hannes Soomer          | Honda     | Ki  | 17  | 18  | 11  | 16  | 14  | 12  | 15  | 7   | 11  | 13  | 9   | 36   |
| 17.      | Héctor Barberá         | Kawasaki  |     |     |     |     |     |     |     |     | 11  | 10  | 9   | 7   | 27   |
| 18.      | Rob Hartog             | Kawasaki  |     |     | 10  | 8   | 11  | Ki  | 11  | 13  | Kiz | 17  |     |     | 27   |
| 19.      | Sheridan Morais        | Kawasaki  |     |     | 7   | Ki  |     | 9   | Ki  | Ki  |     |     |     |     | 16   |
| 20.      | Thitipong Warokorn     | Kawasaki  |     | 5   |     |     |     |     |     |     |     |     |     |     | 11   |
| 21.      | Eemeli Lahti           | Suzuki    |     |     | 13  | 15  | Ki  | 18  | 9   | Ki  |     |     |     |     | 11   |
| 22.      | Andrew Irwin           | Honda     |     | 20  | 20  | 13  | 14  | 10  | 17  |     |     |     |     |     | 11   |
| 23.      | Sebestyén Péter        | Kawasaki  |     |     | 21  | 19  | 17  |     |     |     |     |     |     |     | 9    |
| 23.      | Sebestyén Péter        | Honda     |     |     |     |     |     |     |     | 17  | Ki  | 14  | 15  | 10  | 9    |
| 24.      | Lorenzo Gabellini      | Yamaha    |     |     |     |     | 20  |     |     | 8   |     |     |     |     | 8    |
| 25.      | Ratthapong Wilairot    | Yamaha    |     | 8   |     |     |     |     |     |     |     |     |     |     | 8    |
| 26.      | Marco Bussolotti       | Yamaha    |     |     |     |     |     |     |     | 11  |     |     |     |     | 5    |
| 27.      | Jaimie van Sikkelerus  | Honda     | 16  | 21  | 19  | Ki  | Ki  | Ki  | Ni  | 22  | 14  | Ki  | 18  | 13  | 5    |
| 28.      | Christian Stange       | Kawasaki  |     |     |     |     |     |     |     | Ki  | 15  | 16  | 14  | 14  | 5    |
| 29.      | Jack Kennedy           | Triumph   |     | 12  |     |     |     |     |     |     |     |     |     |     | 4    |
| 30.      | Miquel Pons            | Kawasaki  |     |     |     |     |     |     |     |     | 13  |     |     |     | 3    |
| 31.      | Kenan Sofuoğlu         | Kawasaki  | 13  |     |     |     | Ki  |     |     |     |     |     |     |     | 3    |
| 32.      | Alfonso Coppola        | Yamaha    |     |     | Ki  | 20  | 19  | 19  | 14  | 23  | 19  | 25  |     |     | 2    |
| 33.      | Wayne Tessels          | Kawasaki  |     |     | 22  | 14  | 21  | 20  | 20  | 20  | Ki  | 19  |     |     | 2    |
| 34.      | Michael Canducci       | Kawasaki  | Ki  |     | 14  | Ki  | 18  | 21  |     |     |     |     |     |     | 2    |
| 34.      | Michael Canducci       | Honda     |     |     |     |     |     |     | 16  |     |     |     |     |     | 2    |
| 34.      | Michael Canducci       | Yamaha    |     |     |     |     |     |     |     | 19  |     |     |     |     | 2    |
| 35.      | Decha Kraisart         | Yamaha    |     | 14  |     |     |     |     |     |     |     |     |     |     | 2    |
| 36.      | Nacho Calero           | Kawasaki  | 18  | Ki  | 17  | 17  | 22  | Ki  | 21  | Ki  | Ki  | 24  | 20  | 15  | 1    |
| 37.      | Alex Baldolini         | Honda     |     |     |     |     |     |     | 15  | Ki  |     |     |     |     | 1    |
| 38.      | Nicola Jr. Morrentino  | Kawasaki  |     |     |     |     | 15  |     |     |     |     |     |     |     | 1    |
| 39.      | Stefan Hill            | Triumph   | Ni  |     | 15  | 16  | 23  | 17  | Ki  | Ki  |     |     |     |     | 1    |
| 40.      | Tom Toparis            | Kawasaki  | 15  |     |     |     |     |     |     |     |     |     |     |     | 1    |
|          | Alex Murley            | Honda     |     |     |     |     |     |     |     |     | Ki  | 26  | 19  | 16  | 0    |
|          | Ezequiel Iturrioz      | Kawasaki  |     |     |     |     | Ki  | 22  | 23  | 21  | 17  | 20  | 16  | Ki  | 0    |
|          | Samuel Hornsey         | Triumph   |     |     |     |     |     |     |     |     | 16  | 21  | 17  | Ki  | 0    |
|          | Davide Stirpe          | MV Agusta |     |     |     |     | Ni  |     |     | 16  |     |     |     |     | 0    |
|          | Azlan Shah Kamaruzaman | Kawasaki  |     | 16  |     |     |     |     |     |     |     |     |     |     | 0    |
|          | Mike di Meglio         | Yamaha    | 17  | 18  |     |     |     |     |     |     |     |     |     |     | 0    |
|          | Nagao Kengo            | Kawasaki  |     |     |     |     |     |     |     |     | 18  |     |     |     | 0    |
|          | Roberto Mercandelli    | Honda     |     |     |     |     |     |     |     | 18  |     |     |     |     | 0    |
|          | Vasco van der Valk     | Yamaha    |     |     |     | 18  |     |     |     |     |     |     |     |     | 0    |
|          | Max Enderlein          | Yamaha    |     |     |     |     |     |     | 19  |     |     |     |     |     | 0    |
|          | Kevin van Leuven       | Kawasaki  |     |     |     |     |     |     |     |     |     | 22  |     |     | 0    |
|          | Luigi Morciano         | Kawasaki  |     |     |     |     |     |     | 22  |     |     |     |     |     | 0    |
|          | Ted Collins            | Kawasaki  |     | 22  |     |     |     |     |     |     |     |     |     |     | 0    |
|          | Pauli Pekkanen         | Triumph   |     |     |     |     |     |     |     |     |     | 23  |     |     | 0    |
|          | Michal Chalupa         | Yamaha    |     |     |     |     |     |     | 24  |     |     |     |     |     | 0    |
|          | Lachlan Epis           | Kawasaki  | Ki  | Ki  | 24  | Ki  |     |     |     |     |     |     |     |     | 0    |
|          | Pierre Coppa           | Yamaha    |     |     |     |     |     |     | 25  |     |     |     |     |     | 0    |
|          | Borja Quero            | Yamaha    |     |     |     |     |     |     |     |     | Hn  |     |     |     | 0    |
|          | Glenn van Straalen     | Kawasaki  |     |     |     |     |     |     |     |     |     |     | Ki  | Ki  | 0    |
|          | Gaëtan Matern          | Kawasaki  |     |     |     |     |     |     |     |     |     | Ki  |     |     | 0    |
|          | Maximilien Bau         | Yamaha    |     |     |     |     |     |     |     |     |     | Ki  |     |     | 0    |
|          | Marco Muzio            | Yamaha    |     |     |     |     |     |     |     |     |     | Ki  |     |     | 0    |
|          | Ivo Lopes              | Yamaha    |     |     |     |     |     |     |     |     | Ki  |     |     |     | 0    |
|          | Stefano Valtulini      | Kawasaki  |     |     |     |     |     |     |     | Ki  |     |     |     |     | 0    |
|          | Bódis Richárd          | Kawasaki  |     |     |     |     |     |     |     | Ki  |     |     |     |     | 0    |
|          | Molnár Gergő           | Honda     |     |     |     |     |     |     | Ki  |     |     |     |     |     | 0    |
|          | Ryan Vickers           | Honda     |     |     |     |     |     | Ki  |     |     |     |     |     |     | 0    |
|          | Marco Malone           | Kawasaki  |     |     |     |     | Ki  |     |     |     |     |     |     |     | 0    |
|          | Massimo Roccoli        | Yamaha    |     |     |     |     | Ki  |     |     |     |     |     |     |     | 0    |
| Helyezés | Versenyző              | Motor     | PHI | CHA | ARA | ASS | IMO | DON | BRN | MIS | POR | MAG | VIL | LOS | Pont |

### Gyártók
| Helyezés | Gyártó    | PHI | CHA | ARA | ASS | IMO | DON | BRN | MIS | POR | MAG | VIL | LOS | Pont |
| -------- | --------- | --- | --- | --- | --- | --- | --- | --- | --- | --- | --- | --- | --- | ---- |
| 1.       | Yamaha    | 1   | 1   | 1   | 1   | 1   | 1   | 1   | 1   | 1   | 1   | 1   | 1   | 300  |
| 2.       | MV Agusta | 6   | 7   | Ki  | 3   | 3   | 3   | 3   | 2   | 4   | 7   | 11  | 8   | 138  |
| 3.       | Honda     | 8   | 9   | 5   | 7   | 7   | 10  | 8   | 7   | 3   | 8   | 7   | 9   | 107  |
| 4.       | Kawasaki  | 13  | 5   | 7   | 8   | 6   | 9   | 7   | 6   | 10  | 9   | 8   | 7   | 97   |
| 5.       | Triumph   | 5   | 10  | 6   | 5   | 9   | 17  | Ki  | Ki  | 16  | 21  | 17  | Ki  | 45   |
| 6.       | Suzuki    |     |     | 13  | 15  | Ki  | 18  | 9   | Ki  |     |     |     |     | 11   |
| Helyezés | Gyártó    | PHI | CHA | ARA | ASS | IMO | DON | BRN | MIS | POR | MAG | VIL | LOS | Pont |